# Lawrence de Arabia (película)

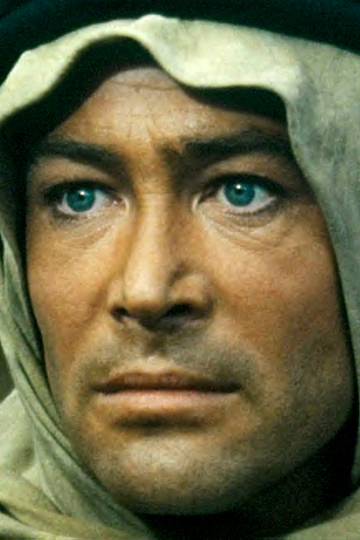
Peter O'Toole como T. E. Lawrence

Lawrence de Arabia (en inglés: Lawrence of Arabia) es una película británica de 1962 del género épico-histórico, dirigida por David Lean y basada en la vida de T. E. Lawrence. La cinta está interpretada por Peter O'Toole, Omar Sharif, Anthony Quinn, Alec Guinness, Jack Hawkins, Anthony Quayle, José Ferrer, Claude Rains, Arthur Kennedy y Fernando Sancho, entre otros.

## Argumento
La película se basa en la participación de Thomas Edward Lawrence en la revuelta árabe, durante la Primera Guerra Mundial. Está presentada en dos partes, separadas por un intermedio.
Primera parte
En 1935, T. E. Lawrence (Peter O'Toole) muere en un accidente montando su motocicleta, al tratar de esquivar a unos ciclistas. Después de su funeral en la catedral de San Pablo, un periodista trata de obtener opiniones sobre aquel notable y enigmático hombre entre los asistentes que lo conocieron, con pocos resultados.
En 1916, durante la Primera Guerra Mundial, el entonces teniente Lawrence, enrolado en el Arab Bureau (inteligencia británica) y estacionado en El Cairo, era conocido por su carácter inadaptado, su velada insolencia ante sus superiores y por sus amplios conocimientos, incluida la cultura árabe, en especial sobre el pueblo beduino.
Es enviado en misión de exploración diplomática por el funcionario Mr. Dryden (Claude Rains), del Arab Bureau, para contactar al príncipe Faysal (Alec Guinness), que se encontraba en guerra con el Imperio otomano, que ocupaba sus tierras, entonces aliado del Imperio alemán.
Con el grado de teniente, Lawrence emprende un largo viaje a través del desierto, en busca del campamento del príncipe Faysal, acompañado de un guía beduino, Tafas (Zia Mohyeddin). En el trayecto se detienen junto a un pozo de agua para descansar y reaprovisionarse. Allí son sorprendidos por el jerife Alí (Omar Sharif), un noble del clan de los Harish, que mata al guía, ante la sorpresa de Lawrence, por beber de su pozo sin autorización. El jerife le pregunta a dónde se dirige, y Lawrence le responde que buscaba el campamento del príncipe Faysal. Después de una discusión, Lawrence continúa su viaje solo.
Al cruzar un barranco, es sorprendido por el coronel británico Harry Brighton (Anthony Quayle), estacionado en el campamento del príncipe Faysal como consejero militar. El coronel ya estaba enterado de su llegada y le aconseja a Lawrence que guarde silencio, haga su evaluación y se marche. Siguen su camino y al llegar al campamento son testigos de un ataque aéreo de la aviación militar turca, que deja muchos muertos, ante la impotencia del príncipe para responder el ataque al no tener ni aviones, ni medios antiaéreos; solo caballos, sables, pistolas y algún fusil. Además ya había perdido antes a muchos de sus guerreros en un ataque frustrado a la ciudad de Medina.
Más tarde, ya presentados y con el jerife Alí presente, Lawrence y el príncipe Faysal simpatizan, al demostrar Lawrence sus conocimientos y su forma de pensar. Las advertencias del coronel Brighton caen en el vacío. Sin embargo, el coronel aconseja al príncipe Faysal la retirada, para evitar mayores derrotas. El príncipe cree que si la armada británica atacara Áqaba y lo abasteciera con armas, la situación cambiaría a su favor. El coronel Brighton duda de que el gobierno británico ordene a su armada un ataque a Áqaba, cuando la guerra en Europa arrecia.
Lawrence piensa diferente y cree en un ataque sorpresa a la guarnición turca en el puerto de Áqaba, sabiendo que la artillería de costa está emplazada apuntando hacia el Golfo de Aqaba, y que las defensas hacia tierra adentro son débiles. Más tarde, le propone al príncipe Faysal realizar una expedición militar. Si logran conquistar Áqaba, ello significaría contar con un puerto de abastecimiento británico, muy importante para continuar la guerra. Le pide 50 de sus guerreros, comandados por el jerife Alí. Tendrán que cruzar el desierto de Nefud, considerado impenetrable por los mismos beduinos. Si lo logran, muchos guerreros más se les unirán. El príncipe aprueba su plan, y emprende una retirada estratégica fuera del alcance de los turcos. En el camino, dos desharrapados adolescentes se acercan a Lawrence para ofrecer sus servicios como criados. Él los rechaza.
Se organiza la expedición a Áqaba y los expedicionarios parten cantando himnos guerreros. Sin que lo hayan notado, los mismos adolescentes que habían ofrecido sus servicios a Lawrece, Daud (John Dimech) y Farraj (Michel Ray), los siguen. En un descanso en un oasis, ambos tratan de acercarse al agua, pero son sorprendidos por uno de los expedicionarios, Gasim (I. S. Johar). Finalmente y sin alternativa, Lawrence los acepta a su servicio.
Llegan al desierto de Nefud y el jerife Alí organiza la travesía, descansando de día y marchando de noche para evitar el sol ardiente. Conocedor de los peligros de marchar por el desierto, el jerife mantiene un ojo puesto en Lawrence, quien efectivamente se queda dormido montando su camello. Logran cruzar el desierto, sin embargo, Gasim cae agotado durante la noche, sin ser notado por los demás hasta cuando su camello aparece sin jinete. Después de una discusión entre Lawrence y el jerife, Lawrence regresa en busca de Gasim, lo encuentra y lo trae de regreso. Por esta acción se gana el respeto de todos y la amistad del jerife Alí.
En una conversación, el jerife le sugiere que cambie su nombre a Al Lawrence, como una forma de identificarse con los beduinos. En un principio Lawrence se niega y le cuenta al jerife su historia familiar y su origen como hijo ilegítimo de Sir Thomas Chapman. El jerife lo comprende, e insiste en que tome un nuevo nombre. Lawrence acepta y se duerme agotado.
El jerife quema su uniforme, y al día siguiente lo reemplaza por ropaje beduino. El nuevo Al Lawrence decide dar un paseo montado en su camello, vestido en sus nuevas ropas. Estando solo, comienza a correr haciendo flamear sus ropas cuando repentinamente se encuentra con la mirada de un jinete beduino que lo observa con curiosidad. Se trataba de Auda abu Tayi (Anthony Quinn), el jefe del poderoso clan Howeitat, acompañado de su hijo. Auda dice que la gente que está en su pozo está robando su agua y se marcha a enfrentarlos. Lawrence teme que estalle una pelea sangrienta entre los dos jefes, y se apresura a correr tras ellos. 
Efectivamente, después de un intercambio de duras palabras entre Auda y Alí, este último presenta a Lawrence como amigo del príncipe Faysal, cambiando la actitud de Auda. Finalmente Auda los invita a su campamento para cenar. Esa noche, Lawrence y Alí logran convencer a Auda de unirse a ellos en el ataque a Áqaba, sabiendo Lawrence que Auda recibe un pago por no oponerse a los turcos. Lawrence lo manipula hasta lograr que Auda se les una en el ataque sin otra petulante razón que «porque así le place».
Ya acampados a algunos kilómetros de Áqaba, una noche ocurre una disputa entre miembros de los dos clanes, y uno de ellos muere. Ambos clanes se separan y los Howeitat exigen venganza, lo que desataría un baño de sangre. Todo el proyecto parece terminar allí, pero Lawrence interviene y decide actuar de juez y verdugo, y de esta forma terminar con la disputa. El responsable es llevado ante él para recibir su castigo, y con sorpresa ve que se trata de Gasim, aquel guerrero a quien le había salvado la vida en el desierto de Nafud. Lawrence vacía su revólver en el cuerpo de Gasim, para luego abandonar el lugar muy perturbado.
A la mañana siguiente, ambos clanes se lanzan al ataque de Áqaba y la conquistan. Lawrence intenta comunicarse por telégrafo con El Cairo, pero Auda lo había destrozado, enfurecido al no encontrar un tesoro en oro, del cual Lawrence le había hablado. Este, para calmar a Auda, le promete una gran cantidad de guineas de oro e improvisa un pagaré que firma en nombre del rey de Inglaterra. Acto seguido avisa que sigue viaje a El Cairo, cruzando esta vez la Península del Sinaí, llevando la noticia de la caída de Áqaba a sus superiores, acompañado de Daud y Farraj.
El viaje es penoso y en medio de una tormenta Daud cae en un pozo de arenas movedizas y muere, dejando en el desconsuelo a Lawrence y a Farraj. Finalmente llegan al canal de Suez y son vistos y recogidos por militares británicos, que los dejan en las puertas del comando en El Cairo. Lawrence lleva al asustado Farraj hasta el casino de oficiales, provocando un tumulto entre sus camaradas por su apariencia sucia y harapienta. Pronto aparece un oficial, que resulta ser nada menos que el coronel Brighton. Lawrence le dice que han capturado Áqaba.
Brighton lo lleva inmediatamente ante el nuevo comandante general, Lord Edmund Allenby (Jack Hawkins). Juntos regresan al club de oficiales y en presencia de todos los oficiales, el general promete todo lo que Lawrence le pide: armas, instructores, dinero, carros blindados e incluso cañones para armar a las tropas beduínas, y luego se marcha del lugar. Lawrence queda solo, rodeado de sus compañeros de armas, que estallan en vítores y felicitaciones por la increíble hazaña realizada.
Más tarde, en privado, ante la presencia del coronel Brighton y el funcionario Dryden, el general Allenby lo asciende a comandante. Lawrence rechaza el ascenso, pero el general dice que es una decisión suya e incuestionable. Lawrence quiere una confirmación sobre los rumores que corren sobre los intereses británicos, que solo buscan reemplazar al Imperio Turco en sus tierras. El general niega los rumores.
Segunda parte
Unos meses después, un periodista estadounidense, Jackson Bentley (Arthur Kennedy), visita Áqaba, donde se encuentra el príncipe Faysal y consigue entrevistarlo. El príncipe, sagazmente, lo informa de la situación, al mismo tiempo que consigue averiguar cuales son los motivos de la presencia de Bentley en sus dominios. El periodista busca un «héroe» para sus lectores en Estados Unidos, que están a favor de la incorporación de su país a la Primera Guerra Mundial. El príncipe Faysal le dice que, efectivamente, Lawrence es el «héroe» que busca. 
Un tiempo después, Bentley se incorpora a las tropas irregulares beduinas, y comienza a reportear sobre sus acciones militares. Armados con fusiles y ametralladoras nuevas, pero sin artillería, los beduinos emboscan principalmente los trenes turcos en medio del desierto, matando a los pasajeros y saqueando todo lo que encuentran. El mando estaba a cargo de Lawrence, pero las tropas le obedecían a Auda ibu Tayi. Después de cada ataque, los guerreros beduinos abandonaban el lugar, no sin antes agradecer y vitorear a Lawrence por el botín conseguido. También participaban en las acciones el coronel Brighton a cargo de un coche blindado, el jerife Alí y Farraj, como experto en explosivos. 
En una de las emboscadas, un oficial turco, malherido, comienza a dispararle a Lawrence, hiriéndolo en un brazo. Auda lo sorprende y lo decapita con su sable. Todo es registrado por Bentley, que logra hacer famoso a su héroe Lawrence. Antes de marcharse, Bentley entrevista a Lawrence y le hace dos preguntas: «¿Que esperan conseguir los beduinos de la guerra?», y «¿por qué le gusta a Lawrence el desierto»?. Las respuestas: «Esperan conseguir su libertad, y yo voy a dársela», y «el desierto es limpio».
El invierno se aproxima y Auda busca un botín honorable antes de retirarse. Este le llega en forma de un tren de transporte de caballos. Después de la emboscada, Auda obtiene un hermoso ejemplar y una numerosa caballada. Auda se retira satisfecho, dejando a Lawrence con el jerife Alí y 20 guerreros para seguir la guerra. El coronel Brighton regresa a El Cairo con los coches blindados.
Lawrence y el jerife Alí continúan con las emboscadas a los trenes turcos, pero por un descuido, Farraj queda malherido al perder un detonador entre sus ropas y estallarle este. Lawrence se ve obligado a matarlo, para que no caiga en manos turcas, que lo torturarían hasta la muerte. 
Más tarde, afectado por una crisis nerviosa, discute con Alí y decide ir a explorar la ciudad de Daraa, ubicada a solo 100 kilómetros de Damasco. El fiel jerife lo acompaña. Ambos hombres son detenidos por una patrulla comandada por un sargento turco (Fernando Sancho), que andaba en busca de hombres para el bey de la ciudad (José Ferrer). El sargento despide a Alí y se lleva a Lawrence ante la presencia del bey. Allí es interrogado, despojado de la parte de arriba de la túnica o e incluso acariciado por el gobernador turco. Lawrence, al ver la lujuria en sus ojos, lo golpea en el estómago. El bey se recupera y ordena azotarlo. Pasan las horas, y el jerife Alí espera inquieto en las cercanías del cuartel. Finalmente, se abre una puerta y el cuerpo de Lawrence va a dar al lodo del callejón. Alí lo recoge y lo lleva de vuelta con los suyos.
Después de pasar unos días en un estado de perturbación, Lawrence se recupera y le comunica a Alí que abandona la campaña, que él quiere llevar una vida normal, porque quiere ser una persona ordinaria y no una persona excepcional. Le pide al jerife que se haga cargo del resto del grupo de guerreros. «Confiad solo en vuestra propia gente», les dice a todos.
Ya en El Cairo, Lawrence es llamado a una entrevista con el general Allenby. Al entrar a su despacho se encuentra con el príncipe Faysal, el general Allenby, el coronel Brighton y el funcionario Dreyden. El príncipe lo saluda con afecto y se retira expresando «su preocupación por el tratado». Lawrence pregunta de qué tratado se hablaba. Dreyden le explica el acuerdo Sykes-Picot, que consideraba el reparto entre Inglaterra y Francia del Imperio Otomano, incluida Arabia, después de la guerra; y luego se retira. El general Allenby le dice a Lawrence que lo necesita para su próxima ofensiva contra Damasco, lo que provoca la rabia de Lawrence, que ya no quiere saber nada de la guerra. Finalmente, acepta, pero pide mucho dinero y armas para poder formar nuevamente un ejército beduino. El general Allenby accede.
Lawrence reúne nuevamente al jerife Alí y a Auda ibu Tayi. Al llegar al punto de reunión, se les une nuevamente el periodista Bentley. El jerife Alí nota que Lawrence está rodeado de dudosos personajes a los cuales Lawrence llama sus guardaespaldas, en realidad, asesinos a sueldo.
La ofensiva a Damasco continúa y las tropas turcas se retiran en desorden. En su camino hacia la ciudad, las tropas beduinas llegan a un pueblo arrasado por una brigada de soldados turcos en retirada, quienes han asesinado a todos sus habitantes, incluyendo mujeres y niños. Uno de los guerreros se lanza al galope con su sable en alto contra los soldados turcos, y es acribillado por ellos, provocando la ira y el deseo de venganza del resto. Era el pueblo del jinete asesinado. Poco a poco, los guerreros beduinos se van lanzando al ataque, y finalmente Lawrence ordena a todos a atacar «sin tomar prisioneros», lo que provoca un ataque en masa y una masacre general, a la cual se suma, sin control sobre sus acciones. Finalmente, la columna beduina sigue su camino a Damasco, dejando atrás a miles de soldados turcos muertos. 
Llegan a Damasco, dos días antes que las tropas del general Allenby. Lawrence reúne a todos los jefes tribales y les anuncia que ahora son parte del Consejo Árabe, el órgano de gobierno en el cual las distintas tribus se harán cargo del funcionamiento de Damasco. Esto es una tarea imposible, principalmente por desconocimiento técnico y las diferencias tribales, y pronto la ciudad comienza a decaer.
El general Allenby, ya instalado en Damasco, deja que las circunstancias continúen, sin intervenir. Llegado el momento, todos los jefes beduinos, incluidos el jerife Alí y Auda ibu Tayi, comienzan a abandonar la ciudad, y con ellos el sueño de un estado árabe. El general Allenby asume el control de la ciudad, y todo queda bajo el poder británico. 
En una última reunión, con la presencia del príncipe Faysal, el general Allenby, Brighton y Dreyden, un desencantado Lawrence es ascendido a coronel. Al preguntar por qué, el general Allenby le contesta, no sin cierto cinismo, que de esa manera obtendrá un camarote propio en su viaje de regreso a Inglaterra. 
La última escena muestra a Lawrence conducido en un vehículo militar, camino a casa a través del desierto. Por el camino ve una motocicleta adelantándose y de pronto empieza a interesarse por ella, desarrollando así su pasión por ellas hasta su muerte.

## Valoración crítica
Se ha criticado la elección de Peter O’Toole como Lawrence de Arabia, no solo por su diferencia de altura (1,88 metros en contraste con el 1,65 de Lawrence) sino por su personalidad. Su personalidad es un aspecto especialmente difícil de abordar pues la única información con la que contamos son las propias obras de Lawrence, y los escritos de Lowell. Parece ser que era un individuo centrado en sí mismo, narcisista, exhibicionista, y dotado con grandes capacidades intelectuales, incluso se le caracteriza con una velado rasgo de homosexualidad. Esta concepción no goza del consenso entre los especialistas, con algunos afirmando que era una persona muy introvertida que se halló inesperadamente en el foco de atención. Prueba de lo controvertida que fue la representación de la psique de Lawrence, fue la reacción de su hermano Arnold Walter Lawrence (1900-1991) quien denunció la película al mostrar a su hermano como una persona sádica desprovista de bondad.
Este tipo de crítica se puede aplicar a otros personajes también, como el general Allenby quien, a pesar de en la película parecer la antítesis de Lawrence, en la vida real mantuvieron correspondencia y fuertes vínculos. Lo mismo se puede decir del líder árabe Auda; en el curso histórico de los acontecimientos fue uno de los más fervientes partidarios del nacionalismo árabe pero en la película se le muestra como un oportunista poco fiable. También es interesante remarcar como personajes árabes son representados en muchos casos por actores de origen americano o similar; el mismo Alec Guiness, por ejemplo, representa al príncipe Faysal.
Las campañas de Lawrence de Arabia no fueron tan dramáticas como la película exhibe. En primer lugar Lawrence y el ejército árabe siempre estuvieron rodeados de multitud de oficiales y auxiliares británicos, la idea de un Lawrence aislado en Arabia es simplemente falsa. Además, las unidades árabes no consistían exclusivamente de unidades de irregulares beduinos a caballo sino que también contaban con un importante contingente de soldados a pie equipados con armas de fuego convencionales.
Otro aspecto muy llamativo de la película es la total ausencia de personajes femeninos o alusiones a ellos. Los únicos dos momentos en los que se puede ver a alguna mujer en escena son en forma de cuerpos asesinados tras la matanza de Tafas y después en el hospital de prisioneros turcos de Damasco, con la presencia de voluntarias de Cruz Roja en un par de tomas. 

## Reparto
- Peter O'Toole – Thomas Edward "T. E." Lawrence
- Alec Guinness – Príncipe Faysal
- Anthony Quinn – Auda ibu Tayi
- Jack Hawkins – General Lord Edmund Allenby
- Omar Sharif – Sherif Ali ibn el Kharish
- José Ferrer – Bey turco
- Anthony Quayle – Coronel Harry Brighton
- Claude Rains – Señor Dryden
- Arthur Kennedy – Jackson Bentley, periodista
- Donald Wolfit – General Sir Archibald Murray
- Fernando Sancho – Sargento

## Producción

### Preproducción
El equipo de preproducción tardó dos años en elaborar el proyecto de hacer esta película. Para crear Aqaba se construyeron 300 edificios en una zona desértica del Cabo de Gata, Almería, en el sureste de España.
Peter O'Toole fue elegido como el actor principal de la película después de que su papel fuese rechazado por actores como Marlon Brando y Albert Finney. También Omar Sharif fue elegido como actor de su papel después de que otros actores como Alain Delon y Maurice Ronet lo rechazasen. Cabe también destacar que Anthony Quinn fue impuesto por la productora para que hubiera representación estadounidense en la película.

### Rodaje
Se necesitaron 14 meses para completar el rodaje. La película fue filmada en Sevilla y Almería (España), Jordania y Marruecos. Para el desarrollo de una gran parte de las escenas interiores llevadas a cabo en Sevilla se rodaron escenas en los siguientes monumentos de la ciudad: la Plaza de España, el Real Alcázar, la Casa de Pilatos, el Palacio de Miguel de Mañara y el Hotel Alfonso XIII. Para el rodaje en Almería se trajeron un total de 159 dromedarios, de los que 129 procedían del Sáhara Español a un coste de 5000 pesetas la unidad, además de unos 700 caballos procedentes de distintos puntos de Andalucía. Los lugares de Almería donde se rodó son el Parque Nicolás Salmerón de Almería, la Rambla del Cautivo en Tabernas, las dunas de Cabo de Gata y la playa del Algarrobico en Carboneras.
Durante el rodaje, cada vez que se rodaba un plano, se paseaban por el desierto un gran número de operarios con escobas para barrer la arena y así desaparecer las huellas de aquellos que habían estado antes allí. También cabe destacar, que, durante el rodaje, el calor fue tan fuerte, que las cámaras fueron envueltas en toallas mojadas para evitar que estallasen.

## Recepción
La película fue un gran éxito comercial. También dio fama mundial a Peter O'Toole, el protagonista de la película hasta el punto de que también se convirtiese en un icono del cine.
Es considerada una de las mejores películas de la historia. Fue elegida en el puesto número 5 de las 100 mejores películas por el American Film Institute en su lista original de 1998 y número 7 en su lista actualizada de 2007. Encabeza además el AFI's 10 Top 10 en la categoría de "Películas épicas". Finalmente, en 1991, la película fue considerada «cultural, histórica y estéticamente significativa» por la Biblioteca del Congreso de Estados Unidos y seleccionada para su preservación en el National Film Registry.

## Premios y nominaciones

### Premios Óscar
| Año  | Categoría                                     | Receptor(a)                                                                      | Resultado  |
| ---- | --------------------------------------------- | -------------------------------------------------------------------------------- | ---------- |
| 1962 | Mejor película                                | Sam Spiegel, productor                                                           | Ganadora   |
| 1962 | Mejor director                                | David Lean                                                                       | Ganador    |
| 1962 | Mejor actor                                   | Peter O’Toole                                                                    | Candidato  |
| 1962 | Mejor actor de reparto                        | Omar Sharif                                                                      | Candidato  |
| 1962 | Mejor guion basado en material de otro medio  | Robert Bolt y Michael Wilson                                                     | Candidatos |
| 1962 | Mejor banda sonora – sustancialmente original | Maurice Jarre                                                                    | Ganador    |
| 1962 | Mejor fotografía (color)                      | Freddie Young                                                                    | Ganador    |
| 1962 | Mejor dirección de arte (color)               | John Box y John Stoll (directores de arte); Dario Simoni (decoración)            | Ganadores  |
| 1962 | Mejor montaje                                 | Anne V. Coates                                                                   | Ganadora   |
| 1962 | Mejor sonido                                  | Departamento de sonido de los Estudios Shepperton (John Cox, director de sonido) | Ganador    |

Premio BAFTA 1963
- Al mejor actor británico (Peter O’Toole)
- Al mejor filme británico
- Al mejor guion británico (Robert Bolt)
- Al mejor filme de cualquier origen

Premio Globo de Oro 1963
- Al mejor director de cine (David Lean)
- Al mejor actor de reparto (Omar Sharif)
- A la mejor fotografía (Freddie Young)
- A la mejor película – drama

Premio Directors Guild of America 1963
- A la sobresaliente dirección en cine (David Lean)
- A la asistencia de dirección (Roy Stevens)

Premio National Board of Review 1962
- Al mejor director (David Lean)

Premio Laurel de Oro 1963
- Al estreno más destacado

Premio Writers' Guild of Great Britain 1963
- Al mejor guion dramático (Robert Bolt y Michael Wilson)

Premio British Society of Cinematographers 1962
- A la mejor fotografía (Freddie Young)

Premio Producers Guild of America 2001
- Salón de la Fama 2001 - cine

Premio David di Donatello 1964
- Al mejor actor extranjero (Peter O’Toole)
- A la mejor película extranjera (Sam Spiegel)

Premio Nastro d'argento 1964
- Al mejor director de película extranjera (David Lean)

Premio Kinema Junpo Award 1964
- A la mejor película en idioma extranjero (David Lean)

### Candidaturas
Premio BAFTA 1963
- Al mejor actor extranjero (Anthony Quinn)

Premio Globo de Oro 1963
- Al mejor actor en cine – drama (Anthony Quinn)
- Al mejor actor en cine – drama (Peter O’Toole)
- A la mejor música (Maurice Jarre)

Premio Grammy 1964
- A la mejor música (Maurice Jarre)

Premio Laurel de Oro 1963
- Al actor principal más destacado - 4.º lugar (Peter O’Toole)
- Al actor secundario más destacado - 4.º lugar (Omar Sharif)
- Al tema musical más destacada - 5.º lugar (Maurice Jarre)

Premio American Cinema Editors 1963
- Al mejor montaje (Anne V. Coates)